# Encapotado
Encapotado é um salgadinho brasileiro típico da cidade de Itapeva, no estado de São Paulo, feito de farinha de milho com caldo de galinha caipira e polvilho azedo, com recheio de carne de galinha desfiada e cheiro-verde.
A massa é preparada escaldando-se a farinha de milho com o caldo de galinha (este não pode chegar ao ponto de fervura), para que se torne uma massa pré-cozida e de fácil modelagem. Pode-se dizer que este é uma variação caipira da coxinha, porque substitui a farinha de trigo pela farinha de milho, que é muito comum na região.
Não se sabe a origem do nome, tão pouco quem o inventou. É considerado um ícone da cidade, assim como as expressões "xé" e "caipora". Diz a lenda que era a comida preferida do Saci Pererê.